# Thomas Pelham-Clinton (3e duc de Newcastle)
Thomas Pelham-Clinton, 3e duc de Newcastle-under-Lyne (1er juillet 1752 – 17 mai 1795), connu comme Lord Thomas Pelham-Clinton jusqu'en 1779 et en tant que comte de Lincoln de 1779 à 1794, est un officier et homme politique britannique qui siège à la Chambre des Communes entre 1774 et 1794, époque à laquelle il accède à la pairie en tant que Duc de Newcastle.

## Biographie
Né le 1er juillet et baptisé le 28 juillet 1752 à Église Sainte-Marguerite de Westminster, il est le troisième, mais premier fils aîné survivant de Henry Pelham-Clinton (2e duc de Newcastle), et son épouse, Catherine Pelham, fille de Henry Pelham. Ses deux frères aînés et son jeune frère sont tous morts avant leur père. Après ses études, il entame une carrière militaire. En avril 1774, il accompagne Henry Lloyd, le général Henry Clinton et le major Thomas Carleton comme "observateurs anglais" de la Deuxième Guerre Russo-turque sur le Danube. Il sert en Amérique pendant la Guerre d'indépendance des États-Unis comme aide de camp de son parent, le général Henry Clinton (1738-1795), et plus tard est aide de camp du roi. Il atteint le grade de Major-général en 1787.
Pelham-Clinton siège en tant que député de Westminster de 1774 à 1780 et pour East Retford de 1781 à 1794 et est Lord-lieutenant du Nottinghamshire de 1794 à 1795. En février 1794, il succède à son père comme duc.
Il épouse Anna Maria Stanhope, fille de William Stanhope (2e comte de Harrington), en 1782. Ils ont deux fils et deux filles. Il est mort, à Sunninghill dans le Berkshire, en mai 1795, à l'âge de 42 ans, à cause des effets d'un émétique qu'il avait pris contre la Coqueluche, après avoir occupé le duché pour un an seulement. Il est remplacé par son fils aîné, Henry Pelham-Clinton (4e duc de Newcastle). La duchesse de Newcastle-upon-Tyne se remarie avec le général Charles Craufurd et meurt en 1834.